# Davichi
Davichi (del coreano: 다비치) es un dúo femenino surcoreano cuyas integrantes son Lee Hae-ri (이해리) y Kang Min-kyung (강민경,姜珉耿).
El dúo se convirtió en productores de HYBE Corporation, principalmente NewJeans (ADOR) y Le Sserafim (Source Music).

## Carrera
Después de su debut en el año 2008, ganaron varios premios, y en marzo del 2009 lanzaron un mini álbum con el sencillo principal de "8282" se colocaron rápidamente en primeros lugares de las listas de ventas en Corea. Son conocidas por su versatilidad vocal que las separa de las Girl Bands que tienden a tener una estética más pop y de danza. Su estilo varía entre las baladas con toques de R&B y soft rock romántico que suele aparecer en bandas sonoras de K-drama.
En septiembre de 2011 Davichi nuevamente regresa al éxito con la canción Love Deluxe (Don't Say Goodbye) el cual alcanzó el número en el Korea K-Pop Hot 100 Billboard chart.
En dos ocasiones Davichi cantó la canción "Gracias a la vida" de Violeta Parra enteramente en español.

## Integrantes
- Lee Hae-ri
- Kang Min-kyung

## Discografía
Álbumes de estudio
- 2008:Amaranth
- 2013:Mystic Ballad
- 2018:&10

Mini álbumes
- 2009: Davichi in Wonderland
- 2010: Innocence
- 2011: Love Delight
- 2014: 6,7
- 2015: Davichi Hug
- 2016: 50 x Half

Banda sonora
- 2008: "Starry Night" tema para Unstoppable Marriage.
- 2008: "Water Bottle" tema para Crazy Woman.
- 2009: "Hot Stuff" tema para My Fair Lady.
- 2011: "My Only One" tema para Smile, Mom.
- 2011: "Heaven" tema para Ghastly.
- 2011: "To Angel" tema para Love Request.
- 2012: "Because It's You" (너라서) tema para Big.
- 2013: "Don't You Know?" (모르시나요) tema para Iris II.
- 2014: "It's Okay, That's Love" (괜찮아, 사랑이야) tema para It's Okay, That's Love.
- 2016: "This Love" (이 사랑) tema para Descendants of the Sun.
- 2016: "Forgetting You" (그대를 잊는다는 건) tema para Moon Lovers: Scarlet Heart Ryeo.
- 2020: "Please don't cry" (더 킹 : 영원의 군주) tema para The King: Eternal Monarch.

## Filmografía

### Programas de televisión
| Año        | Título               | Cadena  | Nota                              |
| ---------- | -------------------- | ------- | --------------------------------- |
| 2016       | I Can See Your Voice | Mnet    | Ep. #12 (temporada 3) - invitadas |
| 2013, 2018 | Hello Counselor      | KBS 2TV | Invitadas, episodios 120, 351     |

## Premios y reconocimientos
| Año  | Premios |
| ---- | --- |
| 2008 | - Cyworld Digital Music Awards - Rookie Of The Month (Febrero) ("미워도 사랑하니까") - Cyworld Digital Music Awards - Song Of The Month (Julio) ("사랑과 전쟁") - Mnet KM Music Festival - New Artist Award - 23rd Golden Disk Awards - New Artist Award |
| 2009 | - 17th Seoul Music Awards - New Artist Award - Cyworld Digital Music Awards - Song Of The Month (Marzo) ("8282") - 24th Golden Disk Awards: Bonsang Award (Davichi In Wonderland)                                                                        |
| 2010 | - 2009 Cyworld Digital Music Awards:Bonsang Award - 19th Seoul Music Awards: Bonsang Award (8282) |